# Sprawa jest osobista
Sprawa jest osobista – siódmy album studyjny polskiego zespołu Frontside. Wydawnictwo ukazało się 7 marca 2014 roku nakładem wytwórni muzycznej Mystic Production. Gościnnie w nagraniach wzięli udział wokalista zespołu Virgin Snatch – Łukasz Zieliński, lider zespołu Coma – Piotr Rogucki oraz znana z występów w zespole Mothernight wokalistka Aleksandra Kasprzyk. 
Album stanowi odejście od poprzednich dokonań zespołu utrzymanych stylistycznie w nurcie metalcore. Na płycie Sprawa jest osobista zespół odwołuje się do szeroko pojętej muzyki rockowej i heavymetalowej, zyskując przychylność krytyków muzycznych. W ramach promocji do pochodzącej z płyty piosenki „Legenda” został zrealizowany teledysk, który wyreżyserował Mateusz Winkiel.
Nagrania dotarły do 11. miejsca zestawienia OLiS.

## Lista utworów
1. „Tych kilka słów” – 1:59
2. „Wszystko albo nic” – 3:45
3. „Jestem” – 3:18
4. „Ewolucja albo śmierć” (gościnnie: Piotr Rogucki) – 3:50
5. „Mieć czy być” (gościnnie: Aleksandra Kasprzyk) – 4:27
6. „Legenda” – 4:34
7. „Jaki kraj taki rock'n'roll” – 4:36
8. „Polska” – 3:43
9. „Kilka próśb” (gościnnie: Łukasz Zieliński) – 4:48
10. „Nieważne” – 4:34

## Twórcy
- Marcin „Auman” Rdest – śpiew
- Mariusz „Demon” Dzwonek – gitara
- Dariusz „Daron” Kupis – gitara
- Wojciech „Novak” Nowak – gitara basowa
- Tomasz „Toma” Ochab – perkusja